# Cracker Island
Cracker Island è l'ottavo album in studio del gruppo musicale britannico Gorillaz, pubblicato il 24 febbraio 2023 dalla Parlophone.

## Descrizione
Il progetto iniziò nel 2020 come sequel a Song Machine, Season One: Strange Timez, con l'intenzione di essere denominato Song Machine, Season Two.
Tormenta, un brano fatto in collaborazione con Bad Bunny, fu il primo brano completato. Originariamente, fu pensato come singolo principale per Song Machine, Season Two, prima che il progetto fosse cancellato in favore di un semplice album in studio. New Gold, anch'esso realizzato durante il 2020 e concepito per una sua inclusione nella seconda parte di Song Machine, ha coinvolto come artisti ospiti Tame Impala e Bootie Brown.
Come spiegato da Damon Albarn, nel gergo americano, cracker è «un gergo dispregiativo. Cracker Island è un posto dove tutti i tratti anglosassoni, che non vorrei incarnare io stesso, escono evidenti. Cracker Island è un luogo in cui esistono idee come QAnon e dove si ascolterebbe solo Fox News».

## Promozione
Il 22 giugno 2022 è stato pubblicato come primo singolo l'omonimo Cracker Island. La promozione dell'album è iniziata attraverso la tournée Gorillaz World Tour 2022, dove il singolo è stato presentato dal vivo insieme agli inediti Silent Running e New Gold. Il 31 agosto successivo i Gorillaz hanno rivelato titolo, lista tracce e data di uscita dell'album, oltre ad aver reso disponibile il secondo singolo New Gold.
Il brano Baby Queen è stato scelto come terzo singolo il 4 novembre 2022, dopo essere apparso nella colonna sonora di FIFA 23 distribuita a fine settembre. L'8 dicembre è stato pubblicato il quarto singolo Skinny Ape.

## Tracce
1. Cracker Island (feat. Thundercat) – 3:34
2. Oil (feat. Stevie Nicks) – 3:50
3. The Tired Influencer – 3:31
4. Silent Running (feat. Adeleye Otomayo) – 4:26
5. New Gold (feat. Tame Impala & Bootie Brown) – 3:35
6. Baby Queen – 3:40
7. Tarantula – 3:31
8. Tormenta (feat. Bad Bunny) – 3:13
9. Skinny Ape – 4:41
10. Possession Island (feat. Beck) – 3:26

Tracce bonus nell'edizione deluxe
1. Captain Chicken (feat. Del tha Funkee Homosapien) – 1:51
2. Controllah (feat. MC Bin Laden) – 2:30
3. Crocadillaz (feat. De La Soul) – 2:33
4. Silent Running (2D Piano Version) (feat. Adeleye Otomayo) – 4:23
5. New Gold (Dom Dolla Remix) (feat. Tame Impala & Bootie Brown) – 4:34

## Classifiche

### Classifiche settimanali
| Classifica (2023) | Posizione massima |
| ----------------- | ----------------- |
| Australia         | 2                 |
| Austria           | 3                 |
| Belgio (Fiandre)  | 2                 |
| Belgio (Vallonia) | 3                 |
| Canada            | 6                 |
| Germania          | 2                 |
| Nuova Zelanda     | 1                 |
| Paesi Bassi       | 3                 |
| Regno Unito       | 1                 |
| Stati Uniti       | 3                 |
| Svizzera          | 4                 |

### Classifiche di fine anno
| Classifica (2023) | Posizione |
| ----------------- | --------- |
| Portogallo        | 31        |